# Hydropsyche potomacensis
Hydropsyche potomacensis là một loài Trichoptera trong họ Hydropsychidae. Chúng phân bố ở miền Tân bắc.